# Olgiate Comasco
Olgiate Comasco est une commune italienne d'environ 11 000 habitants située dans la province de Côme dans la région de Lombardie.

## Administration
| Période                                  | Période  | Identité     | Étiquette | Qualité |
| ---------------------------------------- | -------- | ------------ | --------- | ------- |
| 30 mai 2006                              | En cours | Roberto Bovi |           |         |
| Les données manquantes sont à compléter. |          |              |           |         |

### Hameaux
Baragiola, Somaino

### Communes limitrophes
Albiolo, Beregazzo con Figliaro, Faloppio, Gironico, Lurate Caccivio, Oltrona di San Mamette, Parè, Solbiate

## Jumelages
- Liancourt (France)
- [[20e arrondissement de Budapest|Pesterzsébet]] (Hongrie)
- San Cataldo (Italie)